# Абенсберг
Абенсберг (нім. Abensberg) — місто в Німеччині, знаходиться в землі Баварія. Підпорядковується адміністративному округу Нижня Баварія. Входить до складу району Кельгайм. Площа — 60,28 км2. Населення становить 14 192 ос. (станом на 31 грудня 2020).
Розташоване на річці Абенс, одній із приток Дунаю, на залізничній лінії Інгольштадт—Регенсбург; зі стародавнім замком (колишнє місцеперебування графів Абенсберґів).
Біля міста виявлено залишки поселень епохи неоліту. Деякі історики вважали, що Абенсберґ — давньоримська Abusina Castra, або Abusinum, оскільки в ньому збереглися сліди римського табору. Найперша письмова згадка про поселення сягає 1138 р. Отримало міські права близько 1400 р. Замок був зруйнований під час Тридцятилітньої війни.
При Абенсберзі Наполеон I у 1809 р. розбив ліве крило австрійської армії ерцгерцога Карла під командуванням ерцгерцога Людвіга і генерала Гіллера.
Місто є центром вирощування спаржі та хмелю. Діють 3 приватні броварні.
В Абенсберзі народився баварський історик Йоган Георг Турмайр, який взяв собі псевдонім Aventinus, на честь якого в місті 1861 р. було споруджено пам'ятник.
Курорт із мінеральними ваннами (з 1871 р.). Лікування ревматизму та подагри. Працює Міський музей.

## Галерея

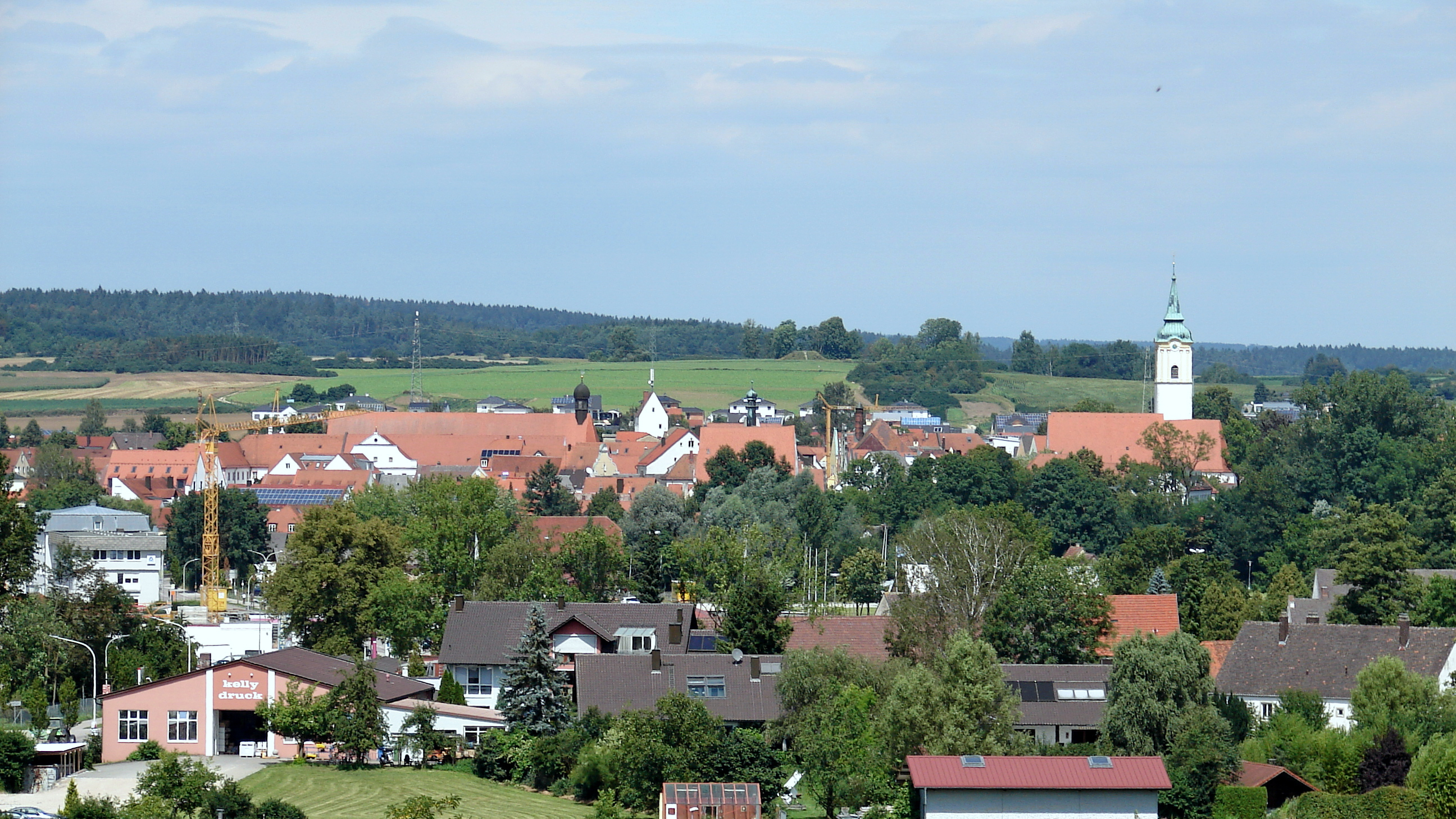
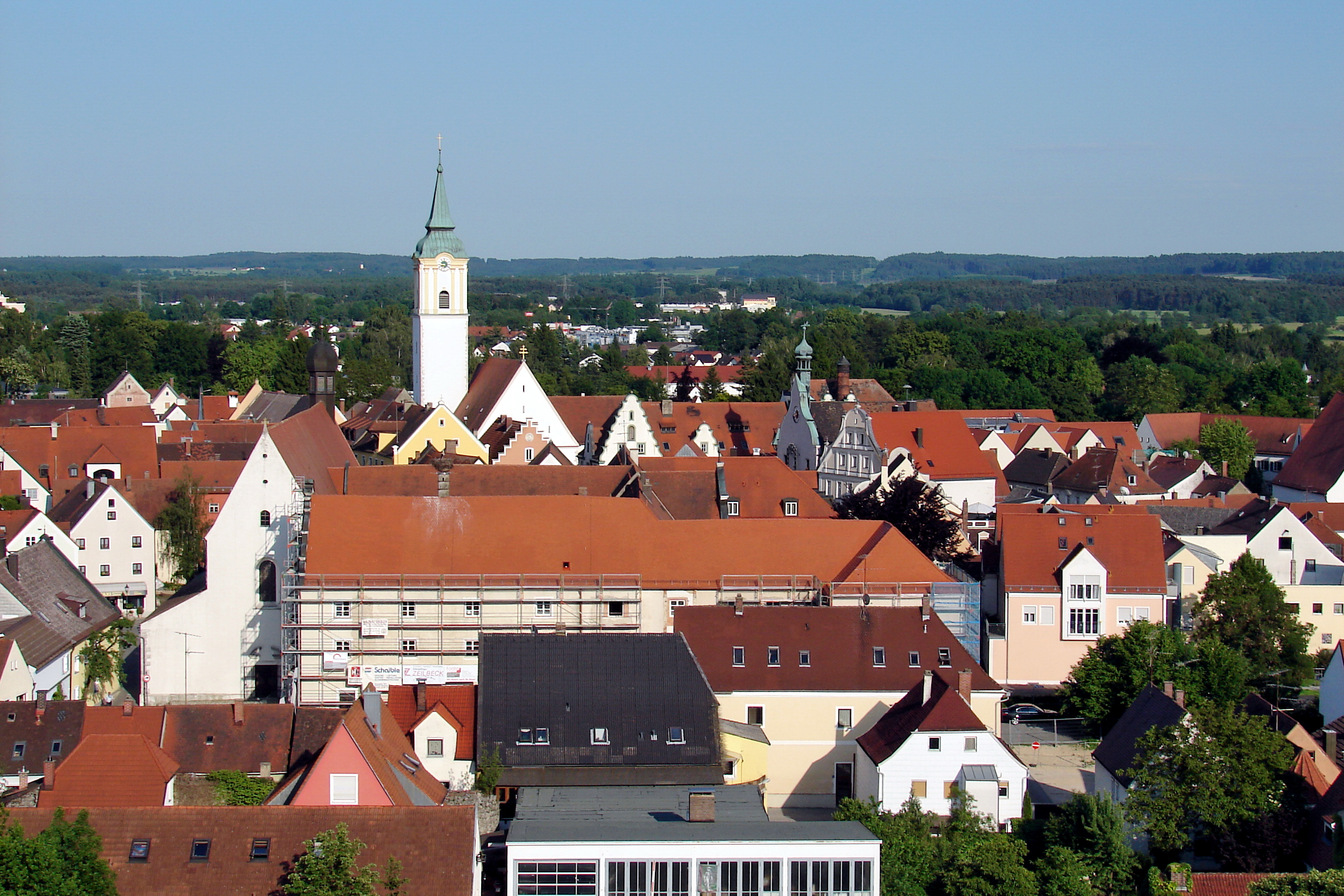
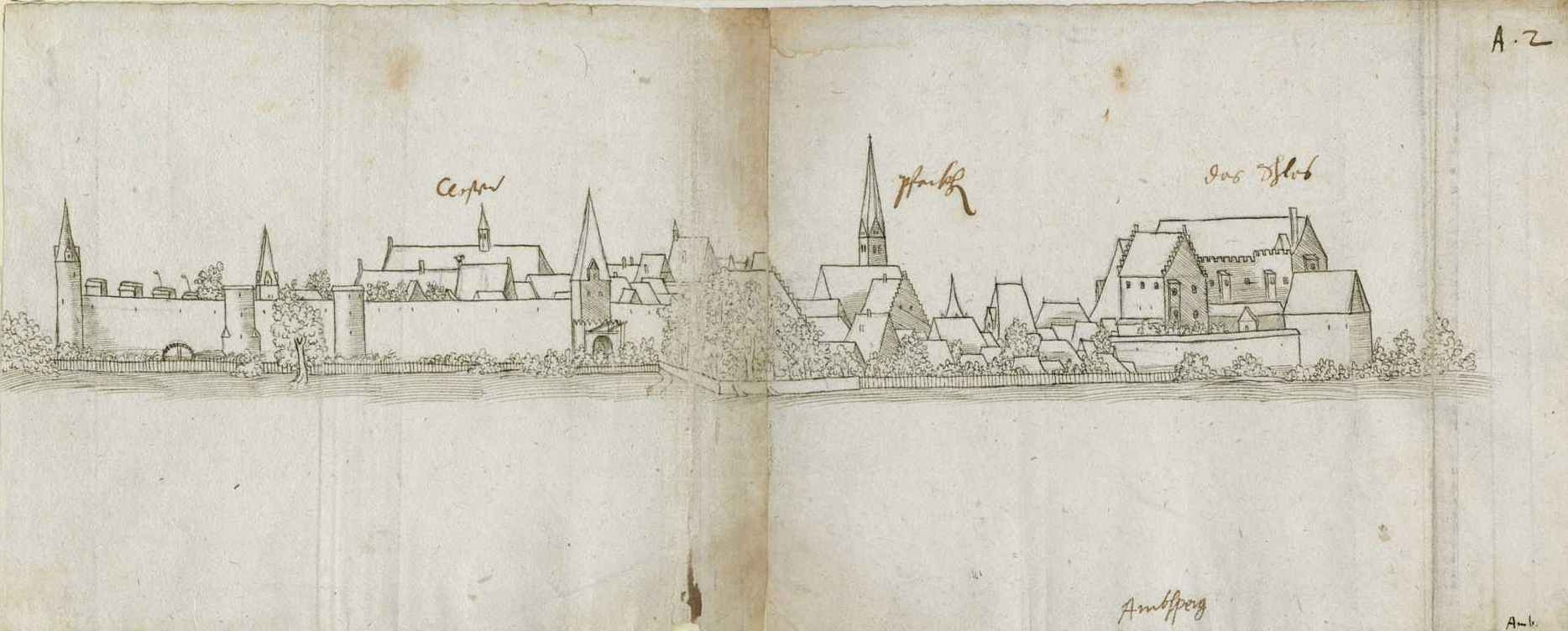
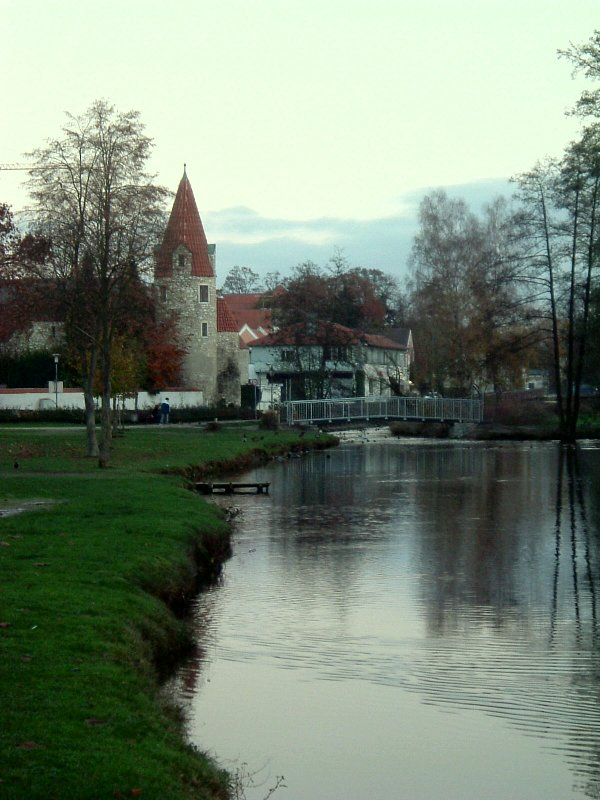
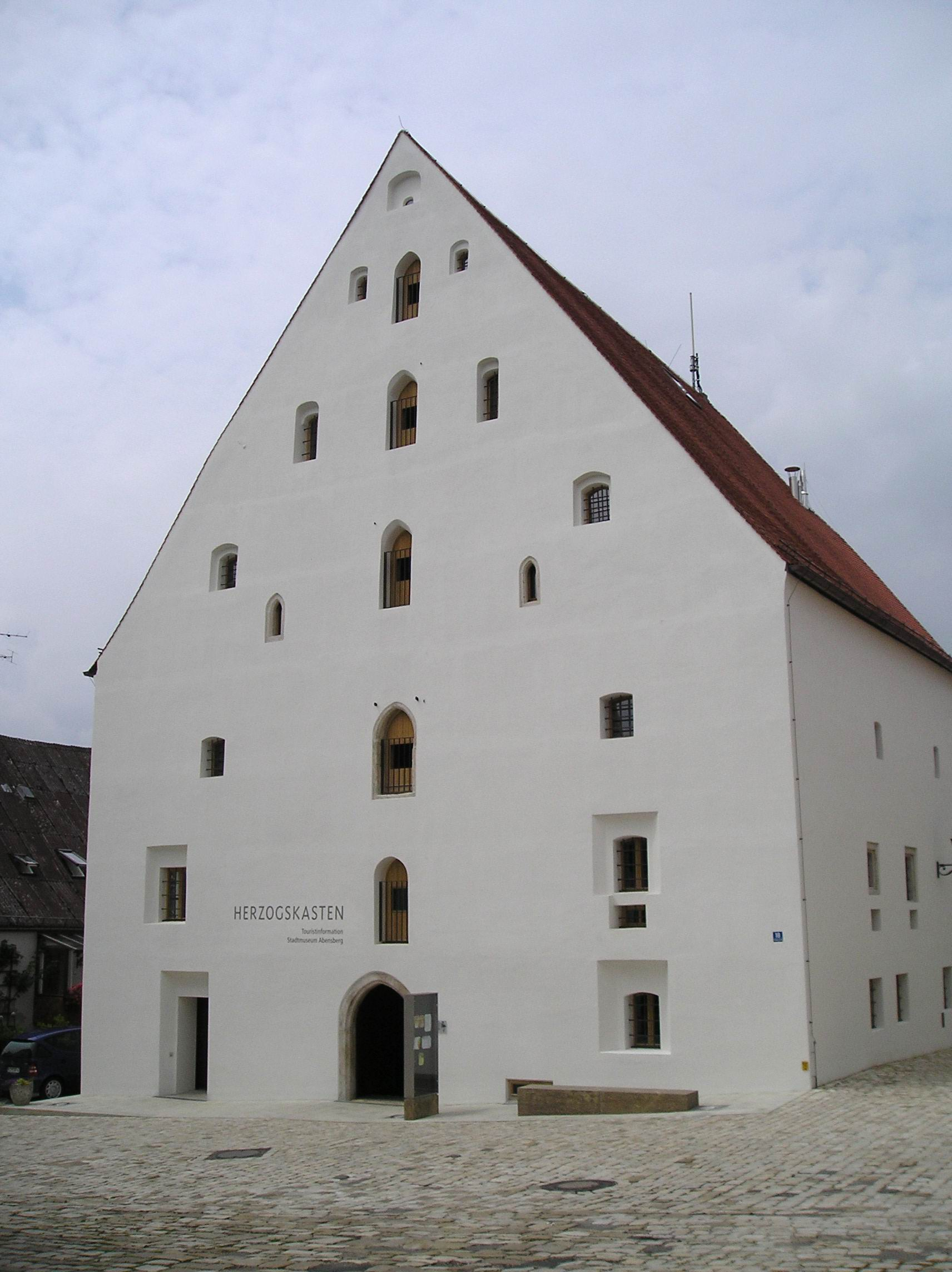